# Streitschrift
Die Streitschrift ist eine literarische Textform der Kontroverse. Auch wenn der Begriff unscharf ist und häufig subjektiv verwendet wird, lässt sich als charakteristisch die zum Teil scharfe Kritik an herrschenden Positionen in Politik, Wirtschaft, Wissenschaft, Literatur oder Religion ausmachen. Auch formal nicht eindeutig bestimmt, sind Streitschriften häufig in Prosa geschrieben.
Die Bezeichnung „Streitschrift“ wird schon für antike Kontroversliteratur verwendet, beispielsweise für die antichristliche Schrift Wahre Lehre des Kelsos und die Gegenschrift Contra Celsum des Origenes. Die neuzeitliche Streitschrift entstand aus den scholastischen Disputationes der mittelalterlichen Universitäten und war bis weit ins 18. Jahrhundert „die Standardtextform für einen Kontroversenbeitrag in der Gelehrtenrepublik“. In der frühneuzeitlichen Gelehrtenrepublik kam es häufig zu Streitschriftwechseln, in denen – etwa in Form öffentlich gemachter Briefe – Gelehrte ihre Positionen austauschten, die den „formalen Regeln theologisch-literarischen Streitens“ gehorchten. Die Streitschrift wird bis heute genutzt, um öffentlich Kontroversen auszutragen.
Eine Streitschrift provoziert, sie übertreibt, spitzt zu und kann sogar beleidigen. Es geht ihr nicht um sachliche Argumentation, sondern um engagierte Parteinahme für eine Sache, um Kritik und Ablehnung oder um Demaskierung einer Person oder Organisation. Dabei wird auch der gezielte Bruch von Tabus in Kauf genommen.
Klaus Lazarowicz grenzt die Streitschrift aber insofern von der (positiven) Kritik und der (negativen) Schmähschrift bzw. Pasquill ab, als sie mit Letzterer „die negativ bewerteten Streitmittel gemein, mit der Kritik die positiv bewertbare uneigennützige Intention“ hat: In den Worten Gustav Bebermeyers sind Streitschriften „distanzierter, suchen Versachlichung, rücken ab von der Person, wägen nach Argumenten“. Eine verwandte Textart ist das eher polemische Pamphlet.
Zu den berühmtesten Streitschriften zählt der Anti-Goeze von Gotthold Ephraim Lessing, der als „besonders streitlustiger Autor“ seit Mitte der 1980er Jahre in den Mittelpunkt des wachsenden germanistischen Interesses am Gelehrtenstreit gerückt ist. In der Vorrede zu Wie die Alten den Tod gebildet lobte Lessing die Gattung Streitschrift: „Nicht zwar, als ob ich unser itziges Publikum gegen alles, was Streitschrift heißt und ihr ähnlich siehet, nicht für ein wenig allzu eckel hielte. Es scheinet vergessen zu wollen, daß es die Aufklärung so mancher wichtigen Punkte dem bloßen Widerspruche zu danken hat, und daß die Menschen noch über nichts in der Welt einig seyn würden, wenn sie noch über nichts in der Welt gezankt hätten.“

## Belege
1. ↑  Thomas Höhle: Heines Streitschriften und ihre Bedeutung. In: Bremer Beiträge zur Literatur- und Ideengeschichte. ISSN 0941-1488, Band 49, 2007, S. 37–62, hier S. 37.
2. ↑  Walther Dieckmann: Streiten über das Streiten. Normative Grundlagen polemischer Metakommunikation (= Konzepte der Sprach- und Literaturwissenschaft. Band 65). Niemeyer, Tübingen 2005, ISBN 3-484-22065-1, S. 25.
3. ↑  Gerd Fritz, Juliane Glüer: Die Streitschrift und ihre Alternativen um 1700. Eine historisch-pragmatische Untersuchung zur Spätphase der Kontroverse zwischen Johann Friedrich Mayer und August Hermann Francke (1706/1707) (online).
4. ↑  Mit Bezug auf Martin Gierl siehe Kai Bremer: Religionsstreitigkeiten. Volkssprachliche Kontroversen zwischen altgläubigen und evangelischen Theologen im 16. Jahrhundert (= Frühe Neuzeit. Studien und Dokumente zur deutschen Literatur und Kultur im europäischen Kontext. Band 104). Niemeyer, Tübingen 2005, ISBN 3-484-36604-4, S. 63 f.
5. ↑  Beispielhaft für die Neudeutung des Canossagangs Johannes Fried: Canossa. Entlarvung einer Legende. Eine Streitschrift. Akademie, Berlin 2012, ISBN 978-3-05-005683-8.
6. ↑  Klaus Lazarowicz: Verkehrte Welt. Vorstudien zu einer Geschichte der deutschen Satire. Niemeyer, Tübingen 1963, S. 181.
7. ↑  Gustav Bebermeyer: Schmähschrift (Streitschrift). In: Reallexikon der deutschen Literaturgeschichte. 2. Auflage. Band 3, De Gruyter, Berlin 1976, S. 665–678, hier S. 666.
8. ↑  Kai Bremer: Religionsstreitigkeiten. Volkssprachliche Kontroversen zwischen altgläubigen und evangelischen Theologen im 16. Jahrhundert (= Frühe Neuzeit. Studien und Dokumente zur deutschen Literatur und Kultur im europäischen Kontext. Band 104). Niemeyer, Tübingen 2005, ISBN 3-484-36604-4, S. 61.
9. ↑  Gotthold Ephraim Lessing: Wie die Alten den Tod gebildet. Eine Untersuchung. Voß, Berlin 1769, Vorrede, S. 2.